# Lycoperdina koltzei
Lycoperdina koltzei es una especie de coleóptero de la familia Endomychidae.

## Distribución geográfica
Habita en Siberia.